# ファミリー公園前駅
ファミリー公園前駅（ファミリーこうえんまええき）は、奈良県大和郡山市宮堂町字毘沙門にある、近畿日本鉄道（近鉄）橿原線の駅。駅番号はB33。
開業以来しばらくは、プール営業期間のみの臨時駅であったため一部の普通電車が通過していた時期もあったが、現在は終日停車している。

## 歴史
開業時から数年間はプール営業期間である7月1日 - 8月31日、それも8時30分 - 17時30分だけの営業であった。やがて通年営業となったが営業時間は8時30分 - 17時30分のまま、さらに8時30分 - 最終電車までの営業に変わった後、現在のような終日営業と変遷してきた。

### 年表
- 1979年（昭和54年）7月1日：橿原線の平端 - 結崎間に夏季の昼間時のみ営業の臨時駅として新設開業[1]。
- 1985年（昭和60年）11月28日：常設駅化[2][3]。営業時間は昼間時のみ変わらず。
- 1989年（平成元年）3月17日：営業時間を最終電車までに変更。
- 1993年（平成5年）9月21日：終日営業の普通駅に変更[4][5]。
- 2007年（平成19年）4月1日：PiTaPa使用開始[6]。

## 駅構造
相対式2面2線のホームを持つ地上駅。ホームは盛土構造の築堤上にあり、駅舎は2番線側の地平にある。トイレは改札外にあり、男女別の水洗式。
天理駅管理の無人駅で、PiTaPa・ICOCA対応の自動改札機および自動精算機（回数券カードおよびICカードのチャージに対応）が設置されている。

### のりば
| のりば | 路線     | 方向 | 行先                 |
| ------ | -------- | ---- | -------------------- |
| 1      | B 橿原線 | 下り | 橿原神宮前方面       |
| 2      | B 橿原線 | 上り | 大和西大寺・京都方面 |

## 利用状況
近年における当駅の1日乗降人員の調査結果は以下の通り。なお橿原線内の乗降人数において、当駅が一番最少である。
- 2023年11月7日：490人
- 2022年11月8日：495人
- 2021年11月9日：443人
- 2018年11月13日：501人
- 2015年11月10日：434人
- 2012年11月13日：348人
- 2010年11月9日：439人
- 2008年11月18日：318人
- 2005年11月8日：371人

## 駅周辺
- まほろば健康パーク - 奈良県浄化センター公園を再整備し、新装開業時に名称変更した[9]。
  - スイムピア奈良 - 50メートル屋外プールと25メートル屋内プール、歩行用プールなどがあり、屋根付きの回廊で駅と直結する[9]。2014年（平成26年）7月1日に新装開館[9]。
  - 野球場
  - テニスコート
- 額安寺
- 奈良健康ランド
- 天理時報社

## 隣の駅
近畿日本鉄道
B 橿原線
■急行
通過
■普通
平端駅 (B32) - ファミリー公園前駅 (B33) - 結崎駅 (B34)